# Grätz (Möckern)

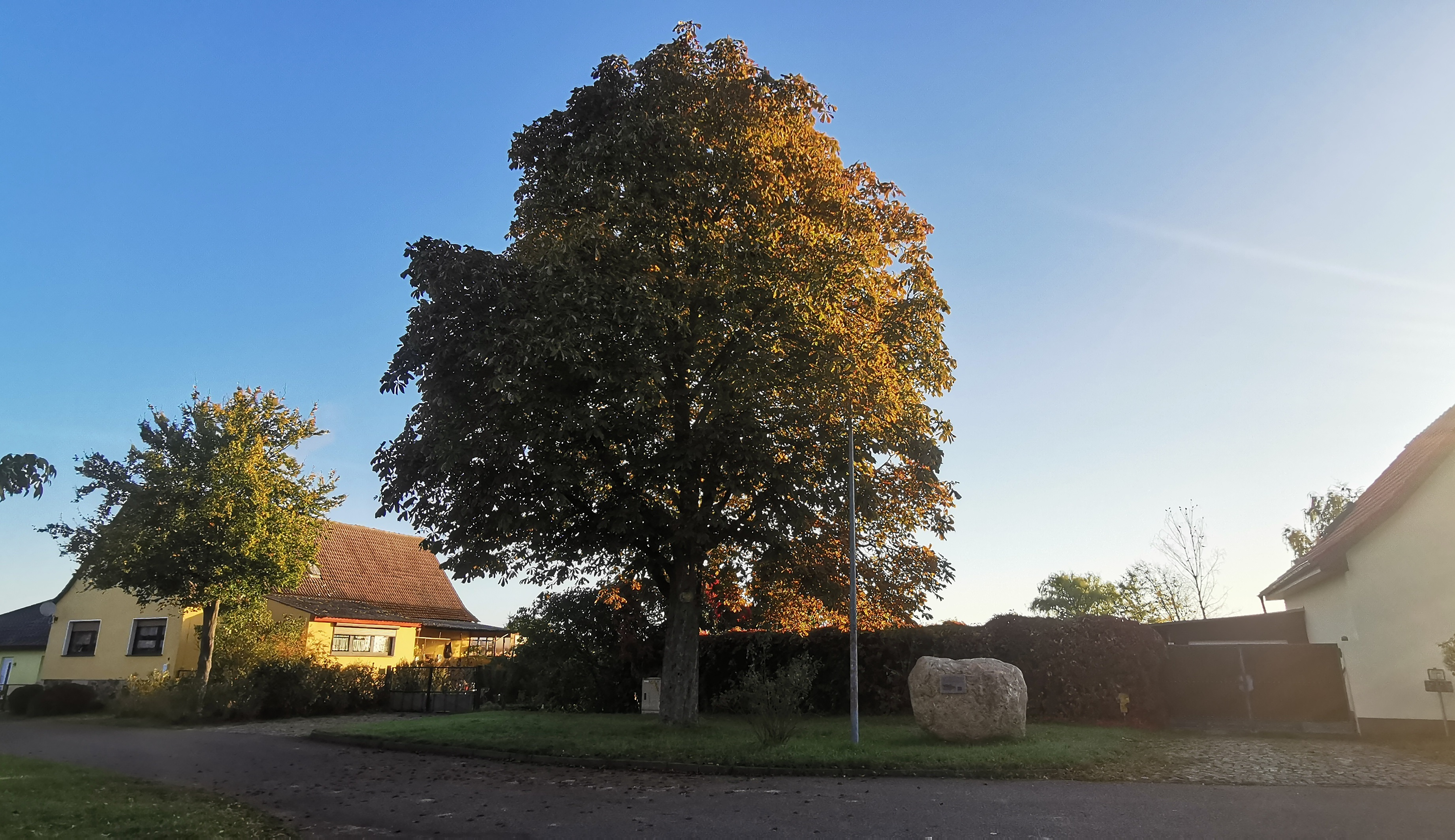
Kastanienbaum und Dorfplatz (2024)

Grätz oder auch Grätzer Hof ist eine Siedlung von Möckern im Landkreis Jerichower Land in Sachsen-Anhalt.

## Geographie
Die Siedlung Grätzer Hof liegt südöstlich von Möckern zwischen Ehle und Siebstückengraben.

## Geschichte
Schon 992 wird Grätz „Curozuzi“ als ein Ort von insgesamt 21 Orten in der Wüstungsurkunde genannt, die Otto der III. an das Kloster Memleben vertauschte.
In einem Steuerrevisionsprotokoll des Herzogtums Magdeburg aus dem Jahr 1684 wird von sieben vor der Stadt Möckern gelegenen Feldmarken gesprochen, die die Namen Premnitz, Geesow, Grütz („Grätz“), Roskow, Kallow, Lütnitz und Möcker-Marcke tragen.
Noch 1945 bestand der Grätzer Hof lediglich aus einem einzigen Gebäude, das eine Scheune und einige Nebengebäude umfasste. Dieses lag nahe dem heute nicht mehr existierenden Dorf Grätz. In den Folgejahren ab 1947 veränderte sich das Gebiet durch die Ansiedlung von Umsiedlern und Heimatvertriebenen grundlegend. Ab 1947 wurden im Zuge der Bodenreform Häuser für sogenannte Neu- und Umsiedler errichtet. Insbesondere bessarabiendeutsche und wolhyniendeutsche Familien ließen sich hier nieder, nachdem sie ihre Heimatregionen verlassen hatten. Sie erhielten landwirtschaftliche Nutzflächen, die sie zur bäuerlichen Bewirtschaftung nutzten.
Am 1. Mai 1953 zum Maifeiertag wurde die Siedlung feierlich eingeweiht und der Name von „Grätzer Hof“ in „Karl-Marx-Siedlung“ geändert. Der jährliche 1.-Mai-Umzug führte von Möckern zum Grätzer Hof.

## Kultur und Sehenswürdigkeiten

### Kastanienbaum und Dorfplatz
Zentral für die Gemeinschaft ist ein Kastanienbaum, der von einem der ersten Siedler vor seinem Haus gepflanzt wurde. Dieser Baum bildet das Herzstück der Siedlung und ist ein Treffpunkt für die Bewohner. Regelmäßige Feste, wie das Kinder- und Sommerfest, finden hier statt. Um den Baum befinden sich die Häuser der Nachfahren der Bugholendry oder auch als Bugholländer bekannt, welche bis zu ihrer Vertreibung als älteste Siedlergruppe deutscher und holländischer Herkunft mit lutherischem Glauben in Osteuropa galt. Sie stammten aus der Kolonie Zabuskie Holendry, welche sich am Ufer des Flusses Bug befand und heute die Grenze zwischen Polen und der Ukraine markiert.
Anlässlich der Feierlichkeiten zum Jubiläum „1075 Jahre Möckern“ wurde am 10. Juni 2023 auf dem Grätzer Dorfplatz unter der Kastanie ein Findling mit einer Gedenktafel mit folgender Aufschrift enthüllt:
„Hier entstand in den Jahren 1947 bis 1952 im Rahmen der Bodenreform die Siedlung „Grätzer Hof“ für die Flüchtlingsfamilien aus Bessarabien, der Bukowina, dem Cholmer und Lubliner Land, aus Oberschlesien, Ostpreußen und Wolhynien sowie weiteren östlichen Herkunftsgebieten. Im Wandel der Zeit hat sich die bäuerliche Siedlung zu einem attraktiven Wohngebiet entwickelt.“

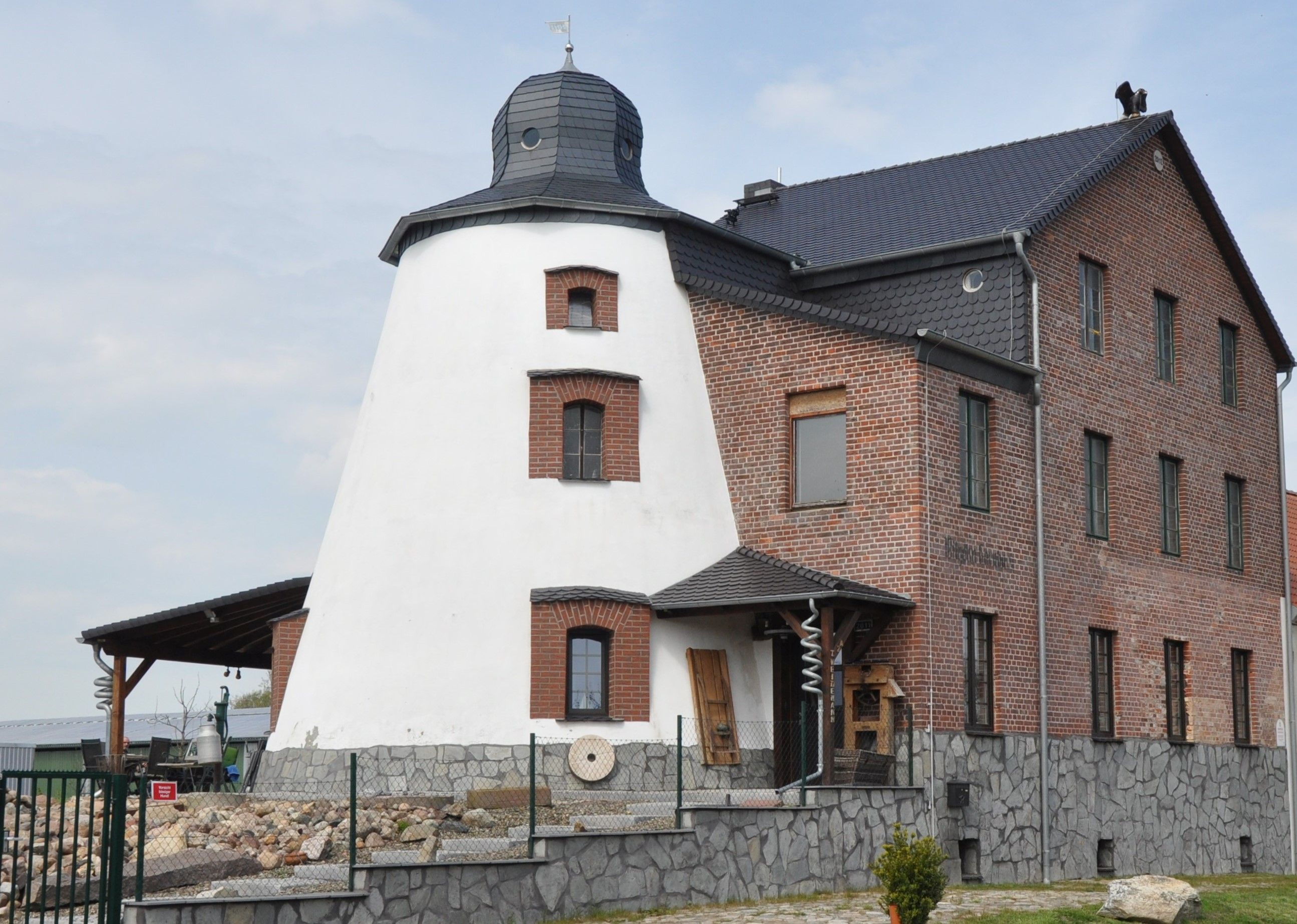
Turmholländerwindmühle (2017)

### Turmholländerwindmühle Grätz
Die Turmholländer-Windmühle in Grätz, auch als „Karnbachs Mühle“ bekannt, befindet sich an der Gommeraner Straße 2A. Sie ist bei der Deutschen Gesellschaft für Mühlenkunde und Mühlenerhaltung (DGM) registriert, jedoch nicht als Denkmal ausgewiesen. Die genaue Bauzeit der Mühle ist unbekannt, jedoch soll es an selber Stelle bereits 1562 eine aus Holz erbaute Mühle gegeben habe, welche später durch die Holländerwindmühle überbaut wurde. Die Mühle war bis etwa 1980 in Betrieb. Ursprünglich diente sie als Getreidemühle, wurde später Teil eines kleinen Mischfutterwerks und baulich mit den übrigen Gebäuden verbunden. 2011 erwarb der Möckeraner Unternehmer Thorsten Weidemann das Grundstück und baute Mühle und Anbau zu einem Wohngebäude um.

### Heinrichs-Garten
Zur Erinnerung an den ehemaligen Besitzer des Grundstücks (Grätzer Hof 22) Heinrich Kleie – den Müller von Möckern – wurde im Sommer 2021 im Grätzer Hof ein offener Garten angelegt. Als Müller mahlte er von 1925 bis 1945 das Korn der umliegenden Äcker zu Mehl. Ein „naturbelassener Garten“ mit Bienenweide zur Arterhaltung von Insekten wurde angelegt.

### Alte Ziegelei
Auf der Grätzer Feldmark befand sich eine Ziegelei, die etwa zwischen 1801 und 1805 errichtet wurde und bis 1921 in Betrieb war.